# Міхай Белаша
Міхай Александру Белаша (рум. Mihai Alexandru Bălașa, нар. 14 січня 1995, Тирговіште, Румунія) — румунський футболіст, захисник клубу «Фарул».

## Клубна кар'єра

### Початок
Міхай Белаша є вихованцем столичної Футбольної академії Героге Хаджі. На професійному рівні він дебютував у 20 серпня 2012 року у складі клубу вищого дивізіону «Віїторул».

### Рома
У серпні 2014 року футболіст приєднався до великого контингенту румунських гравців в італійській «Ромі». Але одразу вже в серпні того року для набору ігрової практики був відправлений в оренду у клуб Серії В «Кротоне», де провів два сезони. Сезон 2016/17 він почав також граючи в оренді — в клубі «Трапані 1905».

### Стяуа
У січні 2017 року Белаша повернувся до Румунії, де підписав п'ятирічний контракт зі столичним клубом «Стяуа». Перший гол у складі „армійців“ Белаша забив у серпні 2017 року у матчі третього раунду Ліги чемпіонів.

### Університатя (Крайова), Сепсі
У серпні 2019 року белаша як вільний агент перейшов до клубу «Університатя» (Крайова), з яким у 2021 році виграв Кубок та Суперкубок країни. В січні 2022 року захисник перебрався до стану «Сепсі», з яким ще по два рази вигравав Кубок та Суперкубок Румунії.

### Фарул
Перед початком сезону 2024/25 Белаша як вільний агент приєднався до клубу «Фарул» (Констанца).

## Збірна
З 2011 року Міхай Белаша виступав за юнацькі та молодіжну збірну Румунії.
8 жовтня 2017 року у матчі відбору до Чемпіонату світу 2018 року проти команди Данії Белаша дебютував у складі національної збірної Румунії.

## Титули
Університатя (Крайова)
 Переможець Кубка Румунії: 2020/21
 Переможець Суперкубка Румунії: 2021
Сепсі
 Переможець Кубка Румунії (2): 2021/22, 2022/23
 Переможець Суперкубка Румунії (2): 2022, 2023

## Особисте життя
Батько Міхая — Крістіан в минулому професійний футболіст. Нині він один із адміністраторів клубу «Конкордія» (Кіажна).